# Médaille Otto-Warburg
La médaille Otto-Warburg est un prix scientifique décerné depuis 1963 à des scientifiques pour des résultats exceptionnels dans le domaine de la biochimie. Il porte le nom du biochimiste et physiologiste allemand Otto Heinrich Warburg, lauréat du prix Nobel de physiologie ou médecine en 1931. La Société de biochimie et de biologie moléculaire (Gesellschaft für Biochemie und Molekularbiologie, abrégé en : GBM), qui est l'association professionnelle allemande dans le domaine de la biochimie, est responsable de l'attribution du prix.
La médaille Otto-Warburg est une médaille en bronze  et est assortie,  depuis 2023, d'un prix en argent de 25 000 € donné par  Elsevier / BBA. Le prix constitue la plus haute distinction scientifique du GBM  et l'une des distinctions les plus importantes dans le domaine de la biochimie en Allemagne. La remise du prix a lieu chaque année dans le cadre de la conférence d'automne du GBM ou dans le cadre du colloque de Mosbach sur la base des nominations par des membres à part entière de la société. Dix lauréats (en janvier 2023) ont reçu également un prix Nobel.

## Lauréats
- 1963 : Feodor Lynen (Prix Nobel 1964)
- 1965 : Kurt Mothes
- 1968 : Michael Sela
- 1969 : Hans Adolf Krebs (Prix Nobel 1953) et Carl Martius
- 1972 : Ernst Klenk
- 1973 : Hans Kornberg
- 1974 : Theodore Bücher
- 1975 : Helmut Holzer
- 1976 : Heinz-Günter Wittmann
- 1977 : Robert Huber (Prix Nobel 1988)
- 1978 : Wilhelm Stoffel
- 1979 : Lothar Jaenicke
- 1980 : Charles Weissmann
- 1981 : artin Klingenberg
- 1982 : Rudolf Rott
- 1983 : Günter Blobel (Prix Nobel 1999)
- 1984 : Rudolf Thauer
- 1985 : Peter Starlinger
- 1986 : Jules Adler
- 1987 : Shosaku Numa
- 1988 : Gottfried Schatz
- 1989 : Hans Georg Zachau
- 1990 : Horst Tobias Witt
- 1991 : Dieter Österhelt
- 1992 : Christiane Nüsslein-Volhard (Prix Nobel 1995)
- 1993 : Max Ferdinand Perutz (Prix Nobel 1962)
- 1994 : Helmut Beinert
- 1995 : August Böck
- 1996 : Walter Gehring
- 1997 : Klaus Weber
- 1998 : Wolfgang Baumeister
- 1999 : Kurt Wüthrich (Prix Nobel 2002)
- 2000 : Walter Neupert
- 2001 : James Rothman (Prix Nobel 2013)
- 2002 : Kurt von Figura
- 2003 : Alfred Wittinghofer
- 2004 : Tom Rapoport
- 2005 : Axel Ullrich
- 2006 : Konrad Sandhoff
- 2007 : Robert Allan Weinberg
- 2008 : Susan Lindquist
- 2009 : Franz-Ulrich Hartl
- 2010 : Ari Helenius
- 2011 : Peter Walter
- 2012 : Alexander Varshavsky
- 2013 : Randy Schekman (Prix Nobel 2013)
- 2014 : Rudolf Jaenisch
- 2015 : Nikolaus Pfanner
- 2016 : Emmanuelle Charpentier (Prix Nobel 2020)
- 2017 : Stefan Jentsch (en) (à titre posthume)[3]
- 2018 : Peter Hegemann[4]
- 2019 : Marina Rodnina[5]
- 2020 : Patrick Cramer (en)[6]
- 2021 : Petra Schwille[7]
- 2022 : Stefanie Dimmeler[8]
- 2023 : Matthias Mann (de)
- 2024 : Johannes Buchner[9]